# Gawker Media
Gawker Media è un ex gruppo di media online e rete di blog statunitense, fondato e gestito da Nick Denton a New York. Tra i gruppi la cui attività si concentra sul blogging, è considerato uno dei più visibili e apprezzati. All'inizio del 2010, la holding aveva dieci blog tra cui Gawker.com, Lifehacker, Gizmodo, io9, Kotaku, Gawker.tv e Jezebel. Tutti gli articoli di Gawker sono pubblicati sotto la licenza Creative Commons BY-NC2.

## Economia
Nick Denton non descrive in dettaglio le finanze di Gawker Media, ma ha detto sul suo sito web personale che “i blog sono più per i lettori che per i capitalisti. Apprezzo questo mezzo, ma sono sempre stato scettico sul loro valore economico”.
Nell'edizione del 20 febbraio 2006 del New York Magazine, David Hauslaib, fondatore del sito Jossip, stimò che i profitti della pubblicità online su Gawker.com fossero di $ 4.000 al giorno e fra 1 e 2 milioni di dollari all'anno.
Nel 2009, si stimava che Gawker Media valesse 300 milioni di dollari, inclusi 60 milioni di dollari di introiti pubblicitari.

## Fallimento
Il 22 agosto 2016, il sito web principale del gruppo, Gawker.com, ha annunciato il fallimento, sostenendo di non essere in grado di pagare la condanna di 140 milioni di dollari inflittagli nella causa intentata da Hulk Hogan e finanziata da Peter Thiel.